# Josef Hromádka (Theologe, 1889)

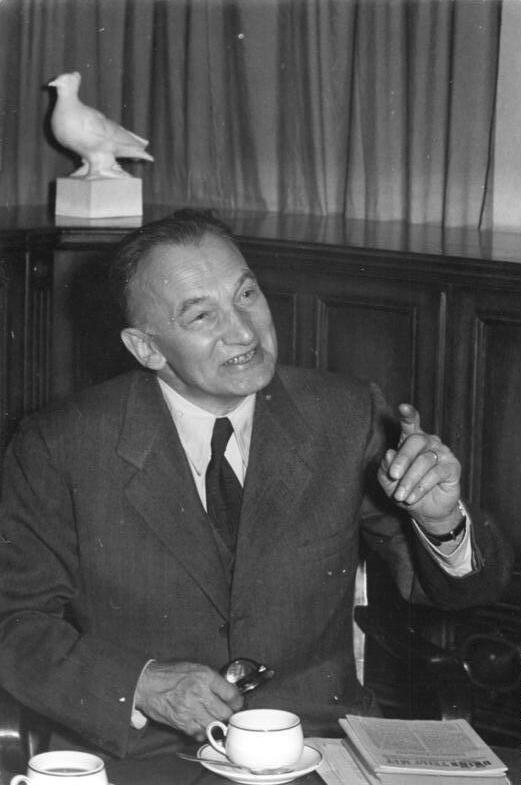
Josef Hromádka am 14. April 1951 beim Besuch des Hauptvorstands der Christlich-Demokratischen Union Deutschlands (DDR)

Josef Lukl Hromádka (* 8. Juni 1889 in Hodslavice, Mähren; † 26. Dezember 1969 in Prag) war ein tschechoslowakischer evangelisch-lutherischer Theologe.

## Leben
Josef Hromádka wurde als ältester Sohn eines wohlhabenden, entschieden lutherischen Bauern geboren und war dazu bestimmt, den Hof zu übernehmen. Doch schon als Schüler entwickelte er Interessen über die Landwirtschaft hinaus. Daraufhin ermöglichte ihm sein Vater den Besuch des Gymnasiums in Valašské Meziříčí. Von 1907 bis 1911 studierte er Theologie, zunächst in Wien, ab 1909 in Basel bei Bernhard Duhm und Paul Wernle, schließlich in Heidelberg bei Johannes Weiß und Ernst Troeltsch. 1911 legte er in Wien das Erste theologische Examen ab (Examen pro candidatura) und noch im selben Jahr das Zweite theologische Examen (Examen pro ministerio). Im Wintersemester 1911/1912 setzte er seine Studien am College der United Free Church of Scotland in Aberdeen fort. Am 8. September 1912 wurde er als evangelisch-lutherischer Pfarrer ordiniert. Anschließend war er Vikar in Vsetín. 1917 wurde er mit einer Dissertation über die Religionsphilosophie von Tomáš Masaryk an der Karls-Universität zum Dr. phil. promoviert.
Hromádka setzte sich für den Zusammenschluss von tschechischen Reformierten und Lutheranern zur Evangelischen Kirche der Böhmischen Brüder ein, der Ende 1918 vollzogen wurde, und prägte die Theologie der neuen unierten Kirche. Seit 1919 war er Pfarrer in Šonov im Nordosten Böhmens. 1920 habilitierte er sich an der Hus-Fakultät in Prag und erhielt im selben Jahr eine außerordentliche Professur für Systematische Theologie, die er zunächst neben seinem Pfarramt versah. 1922 gab er sein Pfarramt auf, 1928 wurde er ordentlicher Professor. Seit dieser Zeit engagierte er sich auch in der Ökumene, zuerst im Rahmen des Christlichen Studenten-Weltbundes. In den 1930er Jahren unterstützte er die Bekennende Kirche in Deutschland und vertiefte die Freundschaft mit Karl Barth, den er 1935 auch persönlich kennenlernte. Ihr Briefwechsel über die Sudetenkrise im September 1938, in dem beide militärischen Widerstand gegenüber Hitlerdeutschland als christlich geboten bezeichneten, stieß in der Bekennenden Kirche auf Kritik. Zwischen 1935 und 1937 war er führend in einer von der Internationalen Roten Hilfe initiierten Solidaritätskampagne für die Angegeklagten im sog. Neuköllner Kommunistenprozess tätig und leitete mit anderen tschechoslowakischen Intellektuellen das in Prag eingerichtete Solidaritätskomitee.  Die deutsche Okkupation zwang Hromádka 1939 ins Exil. Dank der Vermittlung von Willem Adolf Visser ’t Hooft konnte er mit seiner Familie in die Schweiz ausreisen und übernahm eine Gastprofessur am Theological Seminary der Princeton University. 1947 kehrte er nach Prag auf seinen Lehrstuhl zurück und diente der nunmehrigen (nach Abtrennung der Tschechoslowakischen Hussitischen Kirche) evangelischen Comenius-Fakultät zugleich bis zu seinem Tod als Dekan.
Hromádkas theologischer Weg führte über die liberale Theologie zu einem engen Anschluss an die Theologie Karl Barths und nach 1948 zu einer an Dietrich Bonhoeffers Programm „Kirche für andere“ orientierten Bejahung des Realsozialismus. Bei der Gründungsvollversammlung des Ökumenischen Rats der Kirchen 1948 in Amsterdam hielt er eine vielbeachtete Rede, die für den sozialethischen Kurs des ÖRK lange bestimmend blieb. Er wurde in den Zentralausschuss gewählt und diente dem ÖRK bis 1968 auch in weiteren Ämtern. 1958 gründete er die Christliche Friedenskonferenz. Nach dem Einmarsch der Warschauer-Pakt-Staaten in die ČSSR, den er als „die größte Tragödie meines Lebens“ bezeichnete, erhielt er in der Christlichen Friedenskonferenz, die den Einmarsch mehrheitlich billigte, keine Unterstützung mehr und trat im November 1968 vom Präsidentenamt zurück.

## Auszeichnungen
Hromádka erhielt 1954 und 1959 den Orden der Tschechoslowakischen Republik. 1958 wurde er mit dem Řád práce und dem Internationalen Lenin-Friedenspreis ausgezeichnet. Die Reformierte Theologische Akademie Debrecen verlieh ihm die Ehrendoktorwürde.

## Schriften
- Masaryks Religionsphilosophie und die Grundlagen einer wissenschaftlichen Dogmatik. Prag 1920 (Habilitationsschrift, Hus-Fakultät Prag).
- Katolicism a boj o křesťanství (Der Katholizismus und der Kampf um das Christentum). Bursík a Kohout, Prag 1925 (tschechisch).
- Jan Karafiát. Nákladem Synodního výboru Českobratrské církve evangelické, Prag 1927 (tschechisch).
- Cesty protestantského theologa (Wege eines protestantischen Theologen). Nákladem V. Horáka, Prag 1927 (tschechisch).
- Masaryk. YMCA, Prag 1930 (tschechisch).
- Masaryk as European. Prag 1936 (englisch).
- Doom and Resurrection. SCM Press, Richmond 1944.
  - deutsche Ausgabe: Sprung über die Mauer. Vogt, Berlin 1961.
- Kirche und Theologie im Umbruch der Gegenwart Ein tschechoslowakischer Beitrag zu ökumenischen Gesprächen. Ökumenischer Kirchenrat in der Tschechoslowakei, Prag 1956 (zweite Auflage: Reich, Hamburg-Bergstedt 1961).
  - englische Ausgabe: The Church and Theology in Today’s Troubled Times. Prag 1956.
- Theology Between Yesterday and Tomorrow. Westminster Press, Philadelphia 1957
  - deutsche Ausgabe: Theologie und Kirche zwischen gestern und morgen. Neukirchener Verlag, Neukirchen 1960.
- Evangelium für Atheisten. Vogt, Berlin 1958 (mit einem Nachwort von Karl Barth) und weitere Auflagen.
- Von der Reformation zum Morgen. Koehler und Amelang, Leipzig 1959.
- Das Evangelium auf dem Wege zum Menschen. Evangelische Verlagsanstalt, Berlin 1961 (Ausgabe für die BRD: Luther-Verlag, Witten 1963).
- An der Schwelle des Dialogs zwischen Christen und Marxisten. VOB Union Verlag, Berlin 1964 (Ausgabe für die BRD: Stimme-Verlag, Frankfurt am Main 1965).
- Rettet den Menschen! Friede ist möglich. Memorandum zur 3. Allchristlichen Friedensversammlung. Junge Kirche, Dortmund 1968.
- Das Evangelium bricht sich Bahn. Predigten, Betrachtungen, Vorträge und Aufsätze aus den Jahren 1948–1961. Evangelische Verlagsanstalt, Berlin 1968.
- Mein Leben zwischen Ost und West. Theologischer Verlag, Zürich 1971, ISBN 3-290-11266-7.
- Der Geschichte ins Gesicht sehen. Evangelische und politische Interpretationen der Wirklichkeit, ausgewählt und herausgegeben von Martin Stöhr. Kaiser, München 1977, ISBN 3-459-01100-9.